# Heikki Mikkola
Heikki Mikkola (Mikkeli, 6 de julho de 1945) é um ex-motociclista finlandês.
Assim como diversos outros esportistas finlandeses, recebeu durante sua carreira o apelido de "Finlandês voador" (o outro motociclista que recebera esse apelido fora Jarno Saarinen que correra na motovelocidade enquanto em vida).
Desde muito cedo mostrou aptidão para o esporte, praticando vários deles, dentre eles esqui, natação, basquete, atletismo e hóquei no gelo. Ainda durante a infância, Mikkola tinha um hobby com bicicletas. Junto com seu amigo Martti Pesonen (que mais tarde seria campeão finlandês de motovelocidade, tendo inclusive, corrido no mundial), construiu duas bicicletas com suspensão, banco especial, entre outras modificações. E com elas, iam brincar nas florestas próximas a sua cidade, disputando quem conseguia o maior salto. Pouco depois, as bicicletas seriam trocadas por ciclomotores.
Quando tinha catorze anos, Mikkola vendeu seu ciclomotor e comprou uma Ducati de três marchas escondido de seu pai. Logo que seu pai descobriu, como Mikkola não tinha licença para dirigir, o obrigou a devolver a moto.
Em 1964, quando seu amigo Pesonen comprou uma nova moto para si, uma Husqvarna, Mikkola pega emprestado sua velha Greeves e dicide disputar uma prova amadora de cross na cidade de Turku (curiosamente, a cidade natal de Saarinen)  Tendo treinados apenas duas vezes, consegue terminar na sexta posição dentre os quarenta participantes. Empolgado com o resultado, compra a Greeves de Martti e disputa mais duas provas do campeonato, terminando em terceiro na prova disputada em Hyvinkää e quarto na de Heinola.
Com os bons resultados, decide comprar a Husqvarna de seu amigo para o campeonato do ano seguinte e, nas dezoito provas que disputou no ano seguinte, venceu onze. Para 1966, compra novamente uma moto de seu amigo Pesonen (novamente um Husqvarna), e passa a correr no campeonato finlandês. Para sua infelicidade, na primeira prova do campeonato, quando estava liderando, acaba caindo e quebrando o pulso. E, mesmo sentindo muitas dores, decide correr na etapa seguinte, disputada apenas três dias após o acidente. Mikkola chega em segundo. Ainda decide participar do GP da Finlândia na categoria 125cc, válido pelo campeonato mundial. Surpreendendo a todos, lidera as primeiras voltas do campeonato, mas ainda sentindo dores e o cansaço, acaba perdendo posições e terminando na zona intermediária. Ainda nesse ano também participa do campeonato finlandês de enduro na categoria júnior, terminando como campeão.
Em 1967, correndo novamente o GP da Finlândia, consegue seus primeiros pontos no mundial, terminando na sexta posição geral, após obter um sexto e um oitavo lugar na primeira e segunda baterias, respectivamente. Também disputa nesse ano o campeonato mundial das nações, integrando a equipe finlandesa juntamente com Jyrki Storm e Aimo Lehtinen, terminando na sexta posição. Mikkola venceu a prova da Escandinávia. Já em 1968, disputa novamente a etapa da Finlândia, conseguindo novamente a sexta posição. Mikkola ainda decide participar da etapa seguinte, na Suécia, onde consegue sua primeira vitória, na segunda bateria, após ficar em quinto na primeira. Com essa vitória, foi contratado como piloto da Husqvarna.
Passa a disputar todas as etapas do mundial então, mas acaba sofrendo algumas lesões durante o campeonato e termina apenas na décima quarta posição. Nos dois mundiais seguintes, terminaria ambos na quarta colocação, sendo em ambas vezes nas 250cc.
Para 1972, sobe de categoria e passa a disputar o mundial de 500cc. Acaba terminando o campeonato na terceira posição. Já em 1973, volta a disputar o mundial de 250cc por imposição da Husqvarna, e termina novamente na terceira posição. Para sua infelicidade, o título fica com o piloto da Yamaha, que havia feito uma proposta para ele, sendo recusada. Para o mundial seguinte, novamente nas 500cc, disputa o mundial com uma 350cc, mais leve, ágil e rápida que dos anos anteriores. Com isso, enfim, consegue seu primeiro título no mundial, deixando em segundo o então atual tricampeão Roger De Coster.
Como atual campeão, entrou em 1975 como o grande favorito, ainda mais com sua moto tendo recebido novas suspensões dianteira e traseira. Porém, as alterações acabaram não sendo boas e Heikki termina com o vice-campeonato. Por conta de uma nova estratégia de marketing da Husqvarna, tentando vender suas 250cc de rua, compete no mundial de 250cc, que acaba conquistando, apenas um ponto à frente do soviético Gennady Moisseev, se tornando o primeiro piloto de motocross a conquistar o título tanto nas 250cc quanto nas 500cc.
Com a Husqvarna em crise financeira, não podendo lhe dar uma grande moto para a temporada seguinte, decide aceitar uma tentadora proposta da Yamaha, voltando também a disputar o mundial das 500cc. E, mesmo tendo fraturado a clavícula durante testes da nova moto, termina o campeonato com 272 pontos, conquistando seu bicampeonato na categoria, deixando novamente De Coster (que havia conquistado os dois últimos títulos) com o vice-campeonato.
Tendo participado do desenvolvimento da nova moto, conquista mais um título nas 500cc na temporada seguinte. Porém, para o mundial de 1975, acaba sofrendo uma grave lesão nos ligamentos do joelho direito, tendo apenas seis semanas para se recuperar antes do início do mundial. Disputando o mundial, consegue algumas vitórias, mas sofrendo nova queda, acaba perdendo algumas etapas e, ao final do campeonato, termina apenas na quinta posição. Decide então, se aposentar.
Aposentado, passa a trabalhar no desenvolvimento das motos da Yamaha durante alguns anos. Porém, como tinha que passar muito tempo no Japão, acaba deixando a empresa japonesa para ficar com sua família.
Em 2006, como forma de homenagem, foi introduzido pela Federação Internacional de Motociclismo no Motorcycle Hall of Fame.